# Amata xanthomela
Amata xanthomela là một loài bướm đêm thuộc phân họ Arctiinae, họ Erebidae.